# National Center for Biotechnology Information
Il National Center for Biotechnology Information (NCBI), Centro Nazionale per le Informazioni Biotecnologiche, è una parte della National Library of Medicine (Biblioteca nazionale americana di medicina ), che dipende a sua volta dall'Istituto per la salute americano.
L'NCBI ha la sua sede a Bethesda (Maryland), ed è stato fondato nel 1988. Questo centro deve la sua importanza anche al fatto che ospita e gestisce varie banche dati di genomica (GenBank), proteine e altre informazioni relative alle biotecnologie, nonché sviluppa strumenti e software per analizzare i dati del genoma.
L'istituto rende anche disponibile un immenso database di citazioni di articoli scientifici (più di 16 milioni a gennaio 2007), principalmente di carattere biomedico, con riferimenti agli articoli stessi, talvolta ad accesso libero (PubMed). Tutti i database sono disponibili online attraverso un motore di ricerca interno, Entrez, ed è possibile avere un collegamento diretto tra i vari database per fare ricerche incrociate.
Tra i programmi sviluppati dall'NCBI vi è BLAST, un algoritmo che permette di effettuare ricerche di similitudine su sequenze di DNA o aminoacidiche immagazzinate nei loro database o di comparare tra loro due sequenze esterne immesse dal ricercatore.

## NCBI Bookshelf
"NCBI Bookshelf  è una raccolta di versioni accessibili online, scaricabili di libri biomedici selezionati, che copre una vasta gamma di argomenti tra cui biologia molecolare, biochimica, biologia cellulare, genetica, microbiologia, stati patologici da punto di vista molecolare e cellulare, metodi di ricerca e virologia Alcuni libri sono versioni online di libri precedentemente pubblicati, mentre altri, come Coffee Break, sono scritti e modificati dallo staff dell'NCBI. The Bookshelf è un complemento di Entrez PubMed repository di abstract di pubblicazioni peer-reviewed in cui i contenuti di Bookshelf forniscono prospettive consolidate su aree di studio in evoluzione e un contesto in cui possono essere organizzati molti singoli pezzi di ricerca segnalata.

## Entrez
Il sistema di ricerca cross-database Entrez Global Query viene utilizzato presso l'NCBI per tutti i principali database, come sequenze nucleotidiche e proteiche, strutture proteiche, PubMed, tassonomia, genomi completi, OMIM e molti altri. Entrez è sia un sistema di indicizzazione che di recupero con dati provenienti da varie fonti per la ricerca biomedica.  L'NCBI ha distribuito la prima versione di Entrez nel 1991, composta da sequenze nucleotidiche di PDB e GenBank , sequenze proteiche di SWISS-PROT, tradotte GenBank, PIR, PRF, PDB e abstract e citazioni associati di PubMed.  Entrez è appositamente progettato per integrare i dati provenienti da diverse fonti, database e formati in un modello di informazioni e un sistema di recupero uniforme in grado di recuperare in modo efficiente riferimenti, sequenze e strutture pertinenti.